# Fowleria flammea
Fowleria flammea és una espècie de peix pertanyent a la família dels apogònids.

## Descripció
- Pot arribar a fer 3,1 cm de llargària màxima.[6][7]

## Hàbitat
És un peix marí, associat als esculls i de clima tropical que viu entre 7 i 30 m de fondària.

## Distribució geogràfica
Es troba al Pacífic occidental: el nord de Papua Nova Guinea, Indonèsia i Tonga.

## Observacions
És inofensiu per als humans.